# Camponotus gigas
Camponotus gigas là một loài kiến lớn bản địa rừng Đông Nam Á. Nó là một trong những loài kiến lớn nhất còn tồn tại, có cơ thể dài 20,96 mm đối với kiến thợ bình thường và dài 28,1 mm đối với kiến chiến binh. Dịch ngọt chiếm 90% chế độ ăn của chúng, nhưng chúng cũng ăn côn trùng và phân chim. Loài kiến này là một loài kiếm ăn thông minh, sử dụng cả hai giao tiếp và tuyển mộ hiệu quả. 
Một thuộc địa bao gồm thường khoảng 7.000 kiến thợ, phân bố không đều giữa các tổ.
Loài kiến này đang sắp tuyệt chủng.

## Phân bố
Loài này được tìm thấy trong khu vực mưa rừng Đông Nam Á từ Sumatra đến Thái Lan.